# Puente Victorino de la Plaza
El Puente Victorino de la Plaza (también conocido como Puente Vélez Sársfield) es un puente que cruza el Riachuelo, uniendo la Avenida Vélez Sársfield del barrio de Barracas de la Ciudad de Buenos Aires, con la localidad de Piñeyro del partido de Avellaneda de la provincia de Buenos Aires, Argentina.
Inaugurado en marzo de 1916, actualmente el puente es de uso restringido a camiones y vehículos de alto porte, siendo transcurrido únicamente por vehículos livianos, y por cinco líneas de colectivos (20, 37, 45 y 79), debido a un importante grado de corrosión en su estructura.
Recibe el nombre de Victorino de la Plaza, quien fuera un político argentino que ocupó la Presidencia de la República entre 1914 y 1916.

## Historia
La construcción de este puente fue autorizada por Ley Nacional 4301, publicada en el Boletín Oficial el 13 de febrero de 1904. La empresa contratista fue The American Cement Construction. El contrato se rescindió y la construcción fue adjudicada a la empresa Hopkins y Gardom. La inauguración fue el 1 de marzo de 1916.

## Características técnicas
Las características técnicas de este puente son:
- Ubicación: km 5,768 del eje del canal.
- Destinado a tránsito carretero y tranviario a doble vía.
- Estructura metálica a tablero inferior y vigas enrejadas. El conjunto se halla formado por dos tramos fijos laterales y uno móvil central de doble báscula tipo Scherzer.
- Luz total entre ejes de estribos: 64,40 m.
- Luz entre ejes en los tramos fijos: 19,50 m.
- Luz entre ejes de pilares en el tramo móvil, 25,40 m.
- Ancho de calzada: 12,00 m.
- Ancho de las veredas laterales: 1,72 m cada una.
- Cota central de la calzada: +6,07 m.
- Cota inferior de la viga principal sobre el eje del canal: +4,67 m.
- Pilares y estribos de hormigón armado sobre pilotes del mismo material con una longitud aproximada de 20 m.